# Mathusalem (bouteille)
Pour les articles homonymes, voir Mathusalem (homonymie).

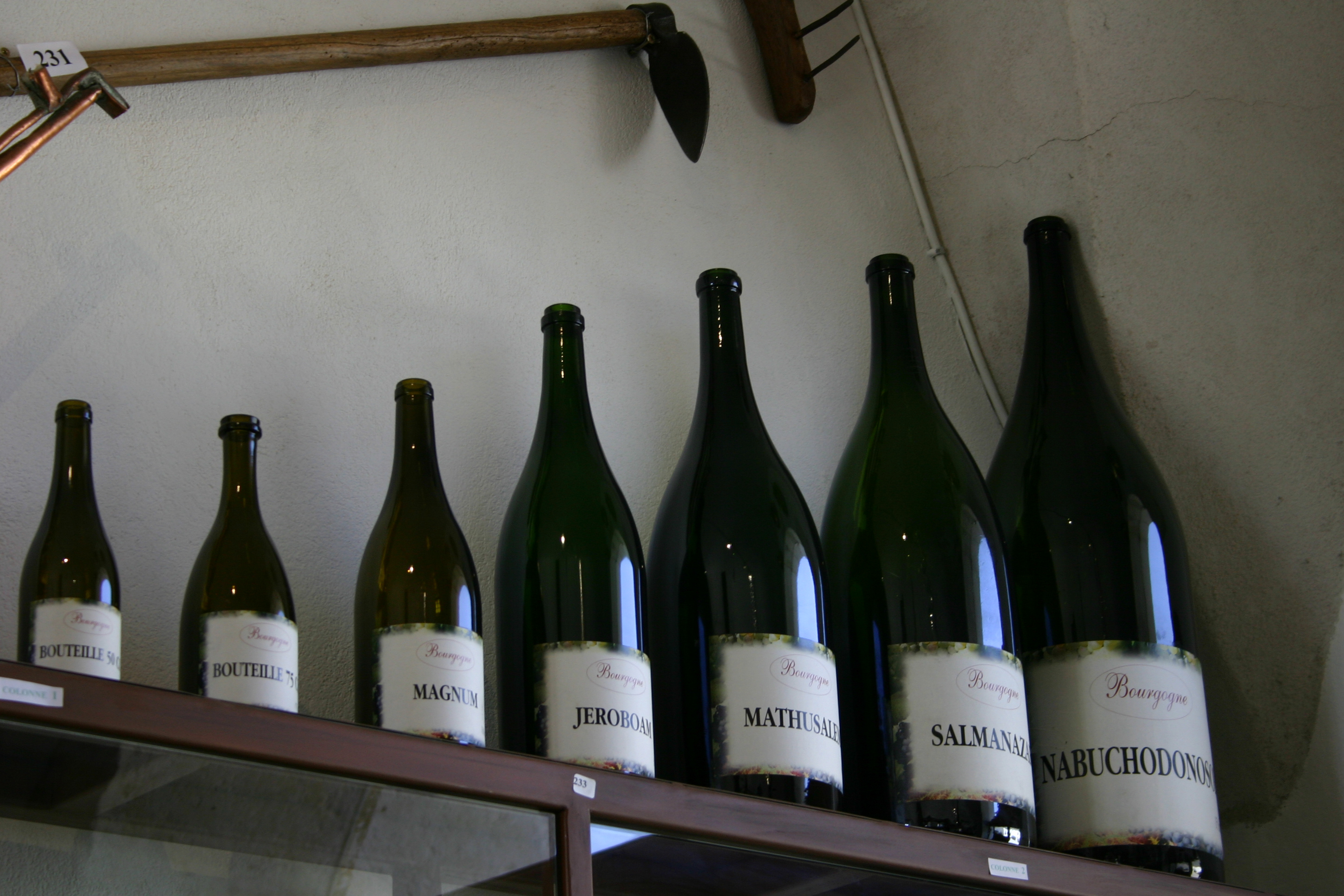

Le mathusalem est une bouteille en verre conçue pour contenir l'équivalent de huit bouteilles de 75 cl, soit 6 litres.
Ce nom vient de Mathusalem, le nom du personnage le plus âgé de l’Ancien Testament.
Quand elle est de forme bordelaise, elle peut être appelée "Impériale".